# 工業所有権電子情報化センター
一般財団法人工業所有権電子情報化センター（こうぎょうしょゆうけんでんしじょうほうかセンター）は、日本の一般財団法人。通商産業省所管の財団法人として1990年9月28日に設立され、公益法人制度改革に伴い、2011年4月1日に一般財団法人に移行。

## 概要
- 会長：小長啓一
- 理事長：藤本裕

## 組織
- 事務局
  - 総務部
    - 総務課
    - 経理課

  - 受入管理部
    - 受入管理第一課
    - 受入管理第二課

  - 第一データ処理部
    - 第一業務管理課
    - 特実処理課
    - 意商処理課

  - 第二データ処理部
    - 第二業務管理課
    - イメージデータ処理課
    - テキストデータ処理課

  - 研究部

## 事業
- 特許関連情報の電子情報化